# Castro Barros
Castro Barros è una stazione della linea A della metropolitana di Buenos Aires.
Si trova sotto l'Avenida Rivadavia, in corrispondenza dell'incrocio con Avenida Medrano e Avenida Castro Barros, nel quartiere Almagro.

## Storia
La stazione è stata inaugurata il 1º aprile 1914, quando la linea venne prolungata fino alla stazione di Río de Janeiro

## Servizi
La stazione dispone di:
- Biglietteria a sportello
- Biglietteria automatica